# Deutscher Familiengerichtstag
Der Deutsche Familiengerichtstag (DFGT) ist ein im Jahre 1977 gegründeter eingetragener Verein mit Sitz in Brühl (Rheinland).

## Vereinsgeschichte
Während einer Fortbildung zur Vorbereitung von Richtern auf das am 1. Juli 1977 in Kraft tretende Erste Gesetz zur Reform des Ehe- und Familienrechts entstand bei einigen Teilnehmern die Idee, ein Forum für einen fortwährenden Informations- und Erfahrungsaustausch zu schaffen. Anknüpfend an den Verkehrs- und Jugendgerichtstag wurde der Verein Deutscher Familiengerichtstag von sieben Richtern gegründet. Die Eintragung in das Vereinsregister des Amtsgerichts Brühl erfolgte am 9. September 1977. Zum ersten geschäftsführenden Vorstand wurden Kurt Husmann (1. Vorsitzender) sowie Hilke Amthor und Siegfried Willutzki (Stellvertreter) gewählt; die weiteren Gründungsmitglieder fungierten als Beisitzer: Helmut Bangen, Herbert Blankenmeier, Axel Rosenkranz und Jannpeter Zopfs.
Siegfried Willutzki übernahm den Vereinsvorsitz von Kurt Husmann im Jahre 1985.
Sein Nachfolger in diesem Amt war von 2001 bis 2013 Gerd Brudermüller, Vorsitzender Richter am Oberlandesgericht Karlsruhe.
Seit dem 22. September 2023 ist Andreas Frank, Direktor des Amtsgerichts Cuxhaven, Vorsitzender des Vereins. Ehrenvorsitzende sind seine Vorgängerin Isabell Götz (seit 2023), Siegfried Willutzki (seit 2001) und Gerd Brudermüller (seit 2013).
Der 1. Deutsche Familiengerichtstag fand vom 5. bis 7. Oktober 1978 in Brühl statt.
Von 1978 bis 1981 wurde der Deutsche Familiengerichtstag jährlich veranstaltet, dann von 1983 an im zweijährigen Turnus.

## Aktivitäten des Familiengerichtstages
Satzungszweck ist die Fortbildung im Familienrecht sowie der interdisziplinäre Erfahrungsaustausch. Schwerpunkt der Aktivitäten ist eine alle zwei Jahre in Brühl abgehaltene mehrtägige Veranstaltung, auf der über 500 Praktiker des Familienrechts (insbesondere Familienrichter und Rechtsanwälte, aber auch Mitarbeiter von Jugendämtern, Rechtspfleger und Sachverständige) aktuelle rechtliche und praktische Probleme diskutieren und in Arbeitsgruppen Empfehlungen an Gesetzgebung, Rechtsprechung und Verwaltung verabschieden (sogenannte Ergebnisse der Arbeitskreise). Alle Plenumsvorträge und die Diskussionsergebnisse werden in den Brühler Schriften zum Familienrecht veröffentlicht. Der Familiengerichtstag nimmt aber durch seine Satzungsorgane seit vielen Jahren auch zu allen einschlägigen Gesetzentwürfen Stellung und wirkt durch Gutachten, Referate und die Beteiligung seiner Vorstandsmitglieder an öffentlichen Anhörungen (z. B. im Rechtsausschuss des Deutschen Bundestages oder bei Verfahren vor den obersten Bundesgerichten) an der Gesetzgebung im Familienrecht mit. Nicht zuletzt ist der Familiengerichtstag an der Erstellung der Düsseldorfer Tabelle maßgeblich beteiligt.